# إليجاه كرايغ
إليجاه كرايغ (بالإنجليزية: Elijah Craig)‏ هو قس أمريكي، ولد في 1743 في مقاطعة أورانج في الولايات المتحدة، وتوفي في 18 مايو 1808.